# Airbus A330 MRTT
Airbus A330 MRTT (англ. Multi Role Tanker Transport — «многоцелевой заправщик») — самолёт-заправщик, построенный на базе Airbus A330-200. Заказы на A330 MRTT разместили ВВС Австралии (обозначение KC-30A), Великобритании (обозначение Voyager), ОАЭ и Саудовской Аравии. Американским ВВС самолёт был предложен под обозначением KC-45.

## Проектирование и разработка
A330 MRTT является военной модификацией гражданского лайнера Airbus A330-200. Он разрабатывался как самолёт двойного назначения — заправщик и транспортный. Для дозаправки в воздухе A330 MRTT может быть оборудован следующими системами в любых комбинациях:
- ARBS (Airbus Military Aerial Refuelling Boom System — система штанговой дозаправки Airbus) для самолётов, оборудованных системой штанговой дозаправки
- Подкрыльевые заправочные агрегаты Cobham 905E для самолётов, оборудованных системой дозаправки «шланг-конус»
- Подфюзеляжный заправочный агрегат Cobham 805E для самолётов, оборудованных системой дозаправки «шланг-конус»
- Универсальная установка пополнения топлива в воздухе (UARRSI), располагается на фюзеляже сверху впереди и служит для забора топлива с другого заправщика.

A330 MRTT несёт 111 тонн топлива (без дополнительных баков), что оставляет запас для погрузки 45 тонн груза. Крыло A330 MRTT заимствовано у Airbus A340 и имеет усиленные точки крепления и топливопроводы для внешних двигателей. Таким образом, для установки заправочных агрегатов на A330 MRTT в конструкцию крыла вносятся минимальные изменения.
Внутреннее пространство A330 MRTT может быть переоборудовано для перевозки пассажиров в вариантах от 380-местного салона для перевозки войск до VIP-салона для командования и особых гостей. A330 MRTT также может выполнять функции санитарного самолёта, позволяя размещать до 130 стандартных носилок. На основной палубе в грузовом варианте могут перевозиться стандартные гражданские грузовые контейнеры и поддоны, контейнеры и поддоны стандартов ISO и NATO (включая модули кресел), военное оборудование и другие крупногабаритные грузы, которые можно загрузить через боковую грузовую дверь. Как и A330-200, A330 MRTT имеет два грузовых отсека на нижней палубе (передний и задний) и место для перевозки насыпных грузов. Помимо стандартных гражданских грузовых контейнеров, грузовой отсек был переоборудован для перевозки до 8 военных поддонов.
Для увеличения продолжительности перелётов в передней части салона может устанавливаться отсек для отдыха экипажа. A330 MRTT также может оборудоваться встроенными трапами для посадки и высадки пассажиров на неподготовленных аэродромах.
Для переоборудования стандартные гражданские A330-200 доставляются со сборочного завода Airbus в Тулузе на завод Airbus Military в Хетафе для монтажа систем дозаправки и военной авионики.
В октябре 2010 года в Испании самолёт получил сертификат лётной годности. Первый самолёт в июне 2011 года получила Австралия. Переоборудованием ещё четырёх A330-200 для Австралийских ВВС занимается компания Qantas Defence Services на своей базе в Брисбене.

## Эксплуатация
A330 MRTT заказали Австралия, Великобритания, ОАЭ и Саудовская Аравия. Австралия стала первым заказчиком этой модификации.

### Австралия
Австралийский вариант самолёта получил обозначение KC-30A. Самолёт-заправщик Австралийских ВВС будет оборудован системой штанговой дозаправки и двумя подкрыльевыми заправочными агрегатами Cobham 905E. На самолёты будут установлены двигатели General Electric CF6-80E. Первоначально Австралия намеревалась заказать четыре самолёта и опцион на покупку пятого. Затем было принято решение заказать сразу пятый самолёт для того, чтобы иметь возможность задействовать две пары заправщиков и оставлять пятый в запасе. Австралийские A330 MRTT войдут в состав 33-й эскадрильи Австралийских ВВС, базирующейся на авиабазе Амберли.
После заказа A330 MRTT в 2005 году Австралийские ВВС планировали начать получать самолёты с начала 2008 года, чтобы полностью завершить поставки к 2010 году. Однако поставки задерживаются на два года, что связано с проблемами в разработке заправочной штанги. 30 мая 2011 года KC-30A с бортовым номером A39-003, третий переоборудованный A330, прибыл на базу Амберли и был официально передан ВВС Австралии 1 июня 2011 года. Самолёт с бортовым номером A39-002, второй переоборудованный A330, был доставлен на ту же авиабазу 18 июня 2011 года и передан ВВС 22 июня. В июне 2010 года Qantas Defence Services получила четвёртый самолёт; переоборудование его в заправщик займёт около 10 месяцев.

### Великобритания
В январе 2004 года Министерство обороны Великобритании объявило о выборе варианта A330 MRTT в качестве самолёта заправщика в рамках программы Future Strategic Tanker Aircraft, призванной заменить существующие самолёты-заправщики на базе L-1011 и VC10. За этим последовали переговоры с консорциумом AirTanker.
27 марта 2008 года стороны подписали контракт на поставку 14 самолётов с поставкой первой машины в 2011 году. Предусматривается поставка самолёта в двух версиях, получивших обозначение Voyager KC2 и Voyager KC3. Первый оборудуется двумя подкрыльевыми заправочными агрегатами Cobham 905E; второй в дополнение к подкрыльевым оборудуется подфюзеляжным заправочным агрегатом Cobham 805E. Оснащение штанговой системой дозаправки контрактом не предусмотрено.

### Индия
В 2006 году Министерство обороны Индии объявило тендер на поставку шести заправщиков, в котором приняли участие Ил-78 и Airbus 330 MRTT. В мае 2009 года Индия объявила о выборе Airbus A330 MRTT. Однако в январе 2010 года правительство отменило заказ, сославшись на его высокую стоимость. Предположительно, это решение было принято вопреки намерениям ВВС.
После проведения повторного тендера 1 ноября 2012 года Индия выбрала Airbus в качестве «предпочтительного поставщика».

### ОАЭ
В 2007 году Объединённые Арабские Эмираты объявили о подписании с Airbus меморандума о взаимопонимании в отношении покупки трёх A330 MRTT. EADS, материнская компания Airbus, объявила о подписании твёрдого контракта с ОАЭ в феврале 2008 года.
Самолёты ОАЭ будут оборудованы системами штанговой дозаправки и двумя подкрыльевыми заправочными агрегатами «шланг-конус» Cobham 905E. Система штанговой дозаправки на этих самолётах будет включать дополнительный подъёмник для штанги дозаправки. Эта система позволяет поднять штангу даже в случае отказа основной системы. ВВС ОАЭ выбрали для своих заправщиков двигатели Rolls-Royce Trent 700.

### Саудовская Аравия
3 января 2008 года Саудовская Аравия подписала контракт на поставку трёх A330 MRTT, оборудованных штанговой системой дозаправки и двумя подкрыльевыми заправочными агрегатами Cobham 905E. В июле 2009 года было объявлено, что Саудовская Аравия заказала ещё три заправщика A330 MRTT. ВВС Саудовской Аравии выбрали для своих A330 MRTT двигатели Electric CF6-80.

### США
ВВС США начали программу поставок самолётов для замены около 100 самых старых KC-135E Stratotankers, что первоначально исключило из тендера замену наиболее распространённого варианта KC-135R. EADS предложил на конкурс модель A330 MRTT. В 2002 году по результатам тендера победила модель Boeing KC-767, однако ВВС отменили заказ на KC-767, когда вокруг сделки разгорелся политический скандал, связанный с предложенным лизинговым контрактом.
В 2006 году ВВС опубликовали приглашение к тендеру на поставку новых самолётов-заправщиков, который должен был закончиться в 2007 году. В январе 2007 года требования к самолётам обновились и было объявлено, что в результате тендера победитель получит контракт на замену всего парка KC-135 fleet. EADS совместно с Northrop Grumman снова предложил на конкурс модель Airbus A330 MRTT под обозначением KC-30. Соперником снова стал Boeing KC-767, который в силу меньших размеров вмещает на 20 % меньше топлива и груза, но является более дешёвым. Northrop и EADS объявили о планах сборки самолётов на новом заводе в Мобил, где будут строиться грузовые модификации A330.
29 февраля 2008 года ВВС объявили о том, что для замены KC-135 был выбран KC-30, получивший обозначение KC-45A.
18 июня 2008 года Счётная Палата США поддержала протест компании Boeing против присуждения контракта компаниям Northrop Grumman и EADS. Такое решение привело к необходимости для ВВС полностью повторить процедуру торгов.
24 сентября 2009 года ВВС США начали новый тендер с более ясными критериями выбора победителя. 8 марта 2010 года Northrop Grumman отозвал свою заявку и объявил, что новые критерии заранее отдают предпочтение предложению Boeing. 20 апреля 2010 года EADS объявила, что будет участвовать в тендере самостоятельно с моделью KC-45 и по-прежнему предлагает производить сборку самолётов на своём заводе в Мобиле. 24 февраля 2011 года ВВС объявили, что контракт на 35 миллиардов долларов был присуждён Boeing. Заместитель министра обороны США заявил, что Boeing стал «явным победителем» по формуле тендера, учитывающей цену предложений, подготовленность самолётов к военным действиям и стоимость эксплуатации на ближайшие 40 лет.

### Другие страны
Бразилия рассматривает возможность покупки самолётов-заправщиков на базе A330.
В ноябре 2011 года Франция выразила заинтересованность в приобретении 14-ти самолётов A330 MRTT для замены заправщиков KC-135 и транспортных самолётов A340 и A310.
В феврале 2012 года Сингапур также выразил заинтересованность в покупке A330 MRTT для замены четырёх своих KC-135.
В 2015 году Республики Корея выбрала A330 MRTT в качестве самолёта заправщика для национальных ВВС, заказано 4 самолёта первые поставки которых запланированы на 2018 год.

## Варианты
A330 MRTT
Airbus A330-200, переоборудованный компанией Airbus Military в самолёт-заправщик.
KC-30A
Обозначение Австралийских ВВС самолёта A330 MRTT с двумя подкрыльевыми заправочными агрегатами и штанговой системой дозаправки в воздухе.
KC-45A
Обозначение ВВС США самолёта A330 MRTT с двумя подкрыльевыми заправочными агрегатами и штанговой системой дозаправки в воздухе. Заказ отменён.
Voyager KC2
Обозначение Королевских ВВС самолёта A330 MRTT только с двумя подкрыльевыми заправочными агрегатами.
Voyager KC3
Обозначение Королевских ВВС самолёта A330 MRTT с двумя подкрыльевыми заправочными агрегатами и штанговой системой дозаправки в воздухе.

## Эксплуатанты
По состоянию на декабрь 2018 года 60 Airbus A330 MRTT Заказано и 33 поставлено.
 Австралия
- Королевские военно-воздушные силы Австралии: 6 самолётов эксплуатируются а также 1 заказан на 2018 год. Головной заказчик[41].

 Саудовская Аравия
- Королевские военно-воздушные силы Саудовской Аравии: 6 самолётов в эксплуатации на 2018 год.

 ОАЭ
- Военно-воздушные силы Объединённых Арабских Эмиратов: 3 самолёта в эксплуатации на 2018 год[42]

 Великобритания
- Королевские военно-воздушные силы Великобритании: 14 самолётов в эксплуатации(7 KC2, 5 KC3 + 2 для переоборудования в KC3) по состоянию на 2018 год. Первый самолёт передан в 2012 году[43].

 Франция
- Военно-воздушные силы Франции: 2 самолёта в эксплуатации и ещё 14 самолётов заказано по состоянию на июль 2019 год[44][45][46].

 Германия
- Люфтваффе (Бундесвер): 4 самолёта заказано на 2018 год[47][48].

 Норвегия
- Королевские военно-воздушные силы Норвегии: 1 самолёт заказан по состоянию на 2018 год[47][48].

 Нидерланды
- Королевские военно-воздушные силы Нидерландов: 2 самолёта заказано по состоянию на 2018 год[48].

 Бельгия
- Воздушный компонент Бельгии: 1 самолёт заказан по состоянию на 2018 год[48].

 Сингапур
- Вооружённые силы Сингапура: 1 самолёт в эксплуатации и ещё 5 самолётов заказано по состоянию на декабрь 2018 года[49][50].

 Республика Корея
- Военно-воздушные силы Республики Корея: 2 самолёта в эксплуатации и ещё 2 самолёта заказано по состоянию на май 2019 года[51][52][53].

## Аварии и происшествия
19 января 2011 года над Атлантическим океаном во время дозаправки истребителя F-16 португальских ВВС с заправщика A330 MRTT, оборудованного штанговой системой, произошло серьёзное лётное происшествие. Во время дозаправки штанга, соединяющая два самолёта, сломалась рядом с местом подключения принимающего самолёта. Сломавшаяся штанга сложилась под фюзеляж A330 MRTT, начала неконтролируемые колебания и отломилась от самолёта-заправщика в месте соединения. Оба самолёта были повреждены, но смогли благополучно приземлиться. A330 MRTT проходил внутренние испытания и предназначался для австралийских ВВС. Австралийских пилотов на борту не было.
10 сентября 2012 года на высоте около 8000 м в воздушном пространстве Испании отломилась штанга дозаправки A330 MRTT. Штанга отломилась в месте механического соединения и упала на землю. Самолёт благополучно приземлился. Жертв и пострадавших не было. Происшествие стало результатом преднамеренных действий испытателей. Позднее Airbus пояснил, что такое происшествие не могло случиться в обычных эксплуатационных условиях.
9 февраля 2014 года самолёт A330 MRTT Voyager Королевских ВВС , перевозивший 189 пассажиров и девять членов экипажа из Королевских ВВС Брайз-Нортон в Кэмп-Бастион, внезапно потерял 4440 футов (1350 м) высоты за 27 секунд и достиг максимальной скорости снижения 15 000 футов/мин (4600 м/мин), когда второй пилот находился вне кабины. В результате внезапного снижения несколько пассажиров и членов экипажа получили ранения, некоторые из них ударились о потолок самолёта. Второй пилот вернулся в кабину b экипаж восстановил управление, самолёт направился на авиабазу Инджирлик и приземлился без дальнейших происшествий. В результате инцидента весь флот RAF Voyager был остановлен на 12 дней, пока не было установлено, что событие было вызвано тем, что неправильно уложенная зеркальная камера капитана. Она застряла между подлокотником капитана и сайдстиком, вынудив сайдстик наклонить самолёт вниз, когда капитан подвинул сиденье вперед. В этот момент сработала защита Airbus от слишком низкого отрицательного тангажа (макс. 15 градусов вниз). Если бы данная защита отсутствовала на тот момент, последствия могли бы быть намного хуже. Капитан в течение минуты пытался понять, что происходит с самолётом, прежде чем он вынул камеру из застрявшего положения и бросил её в другой конец кабины.

## Технические характеристики
Источники: A330 MRTT, KC-30, Airbus A330.
Экипаж: 2 пилота, 1 оператор дозаправки 

Вместимость: 380 пассажиров, 8 военных поддонов + 1 контейнер LD6 + 1 контейнер LD3 (в грузовом отсеке на нижней палубе) 

Длина: 58,80 м 

Размах крыла: 60,3 м 

Высота: 17,4 м 

Площадь крыла: 362 м2 

Масса пустого: 125 т 

Полезная нагрузка: 45 т (не считая топлива) 

Максимальная взлётная масса: 233 т
Возможности дозаправки 

Масса топлива: 111 т максимально, 65 т при боевом радиусе действия 1800 км и 2-часовом барражировании
Силовая установка: 2 двигателя Rolls-Royce Trent 772B или General Electric CF6-80E1A4 или Pratt & Whitney PW 4168A 

Тяга: 320 кН
Лётные характеристики 

Максимальная скорость: 880 км/ч 

Крейсерская скорость: 860 км/ч 

Дальность: 14800 км 

Практический потолок: 12600 м

## Похожие самолёты
- Boeing KC-135 Stratotanker
- Boeing KC-767
- Boeing KC-46